# Xã Otter Creek, Quận Linn, Iowa
Xã Otter Creek (tiếng Anh: Otter Creek Township) là một xã thuộc quận Linn, tiểu bang Iowa, Hoa Kỳ. Năm 2010, dân số của xã này là 1.483 người.